# Viktor Fëdorovič Bolchovitinov
Viktor Fëdorovič Bolchovitinov (Виктор Фёдорович Болховитинов; Saratov, 23 gennaio 1899 – Mosca, 18 gennaio 1970) è stato un ingegnere sovietico, progettista di aeroplani ed ingegnere capo dell'ufficio tecnico (OKB) 293.

## Biografia
Viktor Fëdorovič Bolchovitinov nasce a Saratov il 23 gennaio (4 febbraio secondo il calendario giuliano) 1899. Si laurea presso l'Accademia Militare Aeronautica N. E. Žukovskij nel 1926. Nel 1936 progetta una versione modificata del bombardiere pesante Tupolev TB-3, designata DB-A. Il 12 agosto 1937 un esemplare di Bolchovitinov DB-A tentò di raggiungere Fairbanks, Alaska, sorvolando il circolo polare artico. Purtroppo l'aereo precipitò al suolo causando la morte di tutto l'equipaggio. Nel 1937 diviene membro del Partito Comunista sovietico (CPSU).  Nel 1938 progetta un piccolo aereo da combattimento, designato Bolchovitinov S, o "Spartak", dotato di due propulsori Klimov M-103 a 12 cilindri a V, raffreddati a liquido, azionanti eliche tripala metalliche coassiali.  Lo sviluppo dell'aereo prevedeva la creazione di alcune versioni specifiche, ma a causa dello scoppio della guerra, nel 1939, ogni ulteriore sviluppo venne dapprima rallentato e successivamente cancellato. Nel 1940 l'ingegner Bolchovitinov assunse la direzione tecnica dell'ufficio sperimentale di progettazione OKB-293.
Basato su un disegno dell'ingegner Bereznjak, alcuni anni più tardi Bolchovitinov, ispirato anche dal tentativo dell'istituto di ricerca NII-3 di costruire un autoreattore per la propulsione aerea, decise di costruire un aereo intercettore a corto raggio dotato di propulsione a razzo. La progettazione in dettaglio venne affidata agli ingegneri Bereznâk, e A. M. Isaev.
L'aereo da caccia che ne risultò fu designato Bereznjak-Isaev BI, primo aereo aereo da combattimento propulso da un motore a razzo, alimentato da propellente liquido, a venire realizzato in Unione Sovietica. Il prototipo dell'aereo decollò per la prima volta il 15 maggio 1942, ai comandi del pilota collaudatore Grigorij Bachčivandži. Dell'aereo vennero realizzati otto esemplari, impiegati per scopi sperimentali.
Nel 1944 l'ingegner A. G. Kostakov, direttore dell'istituto per la propulsione a razzo NII-3, venne arrestato. L'istituto di ricerca NII-3 e l'ufficio di progettazione OKB-293 furono incorporati nel nuovo istituto di ricerca per la propulsione, designato NII-1. L'ingegner Bolchovitinov ne fu nominato direttore. Nel 1946 la direzione della sua divisione, OKB-293, venne assegnata all'ingegner Matus Bisnovat, e divenne Zavod 293.
Nel 1947 diviene dottore in scienze ingegneristiche e, nel 1949, professore a tempo pieno presso l'Accademia Militare di Ingegneria Aeronautica N. E. Žukovskij. In quegli anni l'ingegner Bolchovitinov fu autore di tutta una serie di lavori sull'ingegneria nell'aviazione. Venne insignito due volte dell'Ordine di Lenin, quattro volte in altri ordini, e ricevette svariate medaglie al merito. Successivamente viene promosso al grado di Maggior Generale del Servizio di Ingegneria aeronautica dell'aviazione sovietica. Muore a Mosca il 18 gennaio 1970, dove viene sepolto presso il cimitero Vvedenskij.

## Progetti e realizzazioni
- Bolkhovitinov DB-A
- Bolkhovitinov S "Spartak"